# 新免無二
新免 無二（しんめん むに、生没年不詳　新免無二斎とも）は、戦国時代の剣豪。宮本武蔵の実父（ないしは二天記等の記述により養父ともされる）。その生涯に関しては諸説あるが、村上源氏流と自称した赤松氏の支流新免氏の一族という。

## 人物
美作国出身。宮本武蔵は幼少期、無二の養子となったとされる。武蔵の養子伊織が、承応3年（1654年）に記した「新免武蔵玄信二天居士碑」（小倉碑文）には、武蔵の父・新免無二は十手術の兵法家で、室町幕府将軍・足利義昭に召され、将軍家師範で扶桑第一兵術者の号を持つ吉岡某と試合をし、一度は吉岡が勝利し、二度は無二が勝利したので日下無双兵法術者の号を賜ったと記されている。
伊織による承応2年（1653年）の「泊神社棟札」にある「有作州之顕氏神免者天正之間無嗣而卒于筑前秋月城受遺承家曰武蔵掾玄信」という記述から、天正年間に秋月城で亡くなった新免某を無二とし、武蔵は無二の養子となったと主張する研究者がいる。しかし、新免無二が関ヶ原の戦い以前から慶長9年頃まで、黒田氏に仕官していたことを証明する黒田氏の文書（『慶長7年・同9年黒田藩分限帖』）が存在していることから、新免無二は天正年間以後も生存していると考える研究者が多い。
また、細川氏家臣の沼田氏が寛文12年（1672年）に編集した文書『沼田家記』には、無二の子・武蔵が慶長18年（1613年）頃に行った巌流島決闘の記述があり、ここに無二が登場する。巌流島決闘で武蔵側が一対一の約定を違え、武蔵の弟子達が巌流島で小次郎を撲殺。怒った小次郎の弟子達の追撃から武蔵が遁走、当時門司城代を勤めた沼田延元に保護を願い、延元は武蔵を城内に保護した後、鉄砲隊で警護し、豊後国に居住する無二のところまで送った、との記述である。また豊後日出城主木下延俊の慶長18年（1613年）の日記に度々無二が登場し、兵法を教えている。この無二に関しては、宝暦元年（1751年）日出藩家老・菅沼政常が記録した『平姓杉原氏御系図附言』の木下延俊の項にも「剣術は宮本無二斎の流派を伝たまふ」と解説されている。これらのことから、この頃、無二は黒田家から離れ、豊後に居住もしくは滞在していたとも推察される。

### 宮本無二助説
江戸時代初期より、当理流の兵法家・宮本無二助藤原一真（宮本無二斎とも）と同一人物であるとも考えられている。
当理流の目録は、慶長2年（1597年）に宮本無二之助の名で細川氏家臣奥村藤左衛門尉宛（大和国生駒宝山寺蔵）、慶長3年（1598年）に宮本無二斎藤原一真の名で水田無右衛門宛（細川氏家臣安場家蔵）、慶長12年（1607年）に宮本無二助藤原一真の名で細川氏家臣友岡勘十郎宛（細川氏家臣朽木家蔵）が残されている。その他、無二助の弟子が細川氏家臣に発行した当理流目録が幾つか残されていることから、細川藩に多くの弟子がいたと考えられている。目録の内容から、当理流は単なる十手術ではなく総合武術であったことが推測できる。そのため研究者の中には、宮本無二助と新免無二を別人と考える意見もある。

### 平田武仁説
『東作誌』等で、武蔵の父親を美作国新免氏の家老である平田武仁とする説が記されており、吉川英治の小説『宮本武蔵』などにも採用されたが、平田武仁は武蔵の誕生以前の天正8年（1580年）に死去しており、出典の史料における他の武蔵関係の記述も他史料との整合性を全く欠いており、武蔵に関しての史料価値はほとんど否定されている。ただ、無二が新免氏を名乗っていること、関ヶ原の戦いの後、美作新免氏の新免宗貫が無二と同じ黒田氏に仕官していることから、無二は黒田氏仕官以前に新免宗貫の家臣であったと考える研究者が多い。